# لم يكن هناك شيء اسمه فلسطينيون
لم يكن هناك شيء اسمه الفلسطينيون هو جزء من تصريح متكرر على نطاق واسع من قبل رئيسة الوزراء الإسرائيلية المعينة حديثًا غولدا مائير في مقابلة مع فرانك جيلز، نائب رئيس تحرير الصنداي تايمز في 15 يونيو 1969، بمناسبة الذكرى الثانية لحرب الأيام الستة. ويعتبر من أشهر الأمثلة على إنكار إسرائيل للهوية الفلسطينية.
وكثيرًا ما استخدم هذا الاقتباس لتوضيح إنكار إسرائيل للتاريخ الفلسطيني، ويعتبر تلخيصًا لشعور الفلسطينيين بالإيذاء من جانب إسرائيل. وهي تعتبر خلفاً للعبارة الصهيونية المبكرة «أرض بلا شعب لشعب بلا أرض»، وسلفا لكتاب عام 1984 المثير للجدل منذ أقدم الأزمان والكتاب الهجائي عام 2017 تاريخ الشعب الفلسطيني.
وقد وصفها إدوارد سعيد بأنها «الملاحظة الأكثر شهرة» لغولدا مائير، في حين كتبت الجزيرة أن «تعليقات مائير الشوفينية بشأن الفلسطينيين لا تزال واحدة من إرثها المحدد والأكثر إدانة».

## المقابلة
كانت المقابلة التي حملت عنوان من يستطيع لوم إسرائيل نشرت في الصنداي تايمز في 15 يونيو 1969، وتضمنت الحوار التالي:
- فرانك إيستوك: هل تعتقد أن ظهور القوات الفلسطينية المقاتلة الفدائيين هو عامل جديد مهم في الشرق الأوسط؟
- غولدا مائير: مهم لا. عامل جديد، نعم. لم يكن هناك ما يسمى بالفلسطينيين. متى كان هناك شعب فلسطيني مستقل بدولة فلسطينية؟ كان إما جنوب سوريا قبل الحرب العالمية الأولى ثم فلسطين بما في ذلك الأردن. لم يكن كأن هناك شعب فلسطيني في فلسطين يعتبر نفسه كشعب فلسطيني وأتينا ورميناه وأخذنا منه وطنه. لم يكن موجوداً.[6]

في مقابلة عام 1972 مع النيويورك تايمز، سُئلت مائير عما إذا كانت تؤيد تعليقاتها، فأجابت: «لقد قلت أنه لم يكن هناك أبدا أمة فلسطينية».

## التعليق
وتأملت باربرا ماكين بارمنتر في البيان في سياقه الأوسع:
من ناحية كانت على حق. لم تكن هناك فلسطين بالمعنى الغربي ل‍دولة قومية ولا شعب فلسطيني بالمعنى الغربي لمجموعة وطنية تستحوذ بشكل صريح على أراضيها الوطنية وتحسنها. حسب التعريف الغربي، فإن الفلسطينيين، شأنهم في ذلك شأن العديد من الشعوب الأصلية في جميع أنحاء العالم، لم يكن لهم وجود.
علق جيمس جيلفين على الاقتباس على غرار مماثل:
إن تطور القومية الفلسطينية في وقت متأخر عن الصهيونية، بل واستجابتها لها، لا يقلل بأي شكل من الأشكال من شرعية القومية الفلسطينية أو يجعلها أقل صحة من الصهيونية. جميع القوميات تنشأ في معارضة البعض الآخر. وإلا لماذا هناك حاجة لتحديد من أنت؟ وجميع القوميات محددة بما تعارضه. وكما رأينا، نشأت الصهيونية نفسها كرد فعل على الحركات القومية المعادية للسامية والاستبعادية في أوروبا. سيكون من المنحرف الحكم على الصهيونية بأنها أقل صحة بطريقة أو بأخرى من معاداة السامية الأوروبية أو تلك القوميات. وعلاوة على ذلك، فإن الصهيونية نفسها عرفت أيضا بمعارضتها للسكان الفلسطينيين الأصليين في المنطقة. نشأت شعارات «غزو الأرض» و«غزو العمل» التي أصبحت محورية في السلالة المهيمنة للصهيونية في اليشوب نتيجة للمواجهة الصهيونية مع الفلسطيني «الآخر». 
كتب أبراهام فوكسمان عن الاقتباس:
ان الرد الكامل يوضح ان مائير لا يتحدث عن وجود الفلسطينيين كأفراد أو حتى كمجموعة بل عن وجود دولة فلسطينية. وكانت تقول حقيقة بسيطة أنه قبل أواخر الستينيات لم يكن أحد، وعلى الأقل كل الدول العربية الأخرى، قد اعترف بوجود أو حتى وجود محتمل لهذه الأمة. ... هل كان يمكن لمائير أن توضح وجهة نظرها بشكل أكثر وضوحا؟ ربما. وقد دفعت ثمنا غاليا لعدم وضوحها. وعلى مر السنين، أستشهد مرارا بكلامها من قبل المناهضين للصهاينة (وفي بعض الأحيان من قبل المناهضين للسامية بشكل صريح) من أجل "إظهار" نبذ القادة الإسرائيليين للشعب الفلسطيني."